# 水里溪
水里溪位於台灣中部，為濁水溪的支流，長19.76公里，流域面積55.16平方公里，流域分佈於南投縣水里鄉北部及魚池鄉西部。

## 流域
主流上游名為水社水尾溪，發源於魚池鄉阿里眉山東側，向北流經水尾、五城口，於五城匯集支流合坑溪，轉向西流至車坪崙匯集支流鹿寮坑溪，再轉向南流經石觀音，入明湖水庫，經天檢、大觀後，注入明潭水庫。出水庫後向西南流經車埕、大灣，於水里注入濁水溪。

## 明湖水庫及周邊地區
明湖水庫位於水里鄉境內，約在日月潭西方約3.5公里處，兩者之間建有地下引水渠道，及明湖抽蓄發電廠，是台灣第一座抽蓄發電廠。該廠利用離峰時間剩餘電能將低位之明湖水庫存水抽至高位之日月潭，至尖峰時間再由日月潭放水發電，有效提昇電能價值。明湖水庫下游車埕附近則建有明潭水庫，是台灣電力公司明潭發電廠抽蓄式發電機組的下池，為十四項建設中配合明潭抽蓄水力發電工程，利用水里溪河谷地形興建的人工湖泊。
支流合坑溪源流區有蓮華池，鄰近地區為台灣中部中低海拔地區僅存最完整之天然闊葉樹林，行政院農業委員會林業試驗所在此設有蓮華池研究中心。

## 水里溪水系主要河川
- 水里溪：南投縣、魚池鄉
  - 電子坑溪：、魚池鄉
  - 水社水尾溪：、魚池鄉
    - 鹿寮坑溪：、魚池鄉
    - 合坑溪：魚池鄉
      - 猴龍溪
      - 火培溪